# Uemura Shōen
En aquest nom japonès, el cognom és Uemura.
Uemura Shōen (上村 松園, Uemura Shouen) (Shimogyō-ku, Kioto, 23 d'abril de 1875 - Heijō, 27 d'agost de 1949) va ser el pseudònim d'una important pintora japonesa dels períodes Meiji, Taishō i principis del Shōwa. El seu nom real era Uemura Tsune. Shōen era coneguda principalment per les seves pintures bijin-ga a l'estil nihonga, tot i que també va produir diverses obres sobre temes històrics i objectes tradicionals.

## Biografia

### Primers anys
Shōen va néixer a Shimogyō-ku, Kioto, sent la segona filla d'un comerciant de te. Va néixer dos mesos després de la mort del seu pare, i per això va ser criada per la seva mare i les seves tietes en un ambient completament femení. De nena, Shōen dibuixaba i ja mostraba talent en el dibuix de figures humanes. Es va obsessionar amb les obres ukiyo-e de Hokusai. La seva mare la va encoratjar en la seva decisió de tenir una carrera artística.
Shōen va ser enviada a l'Escola de pintura de la prefectura de Kioto, on va estudiar amb el pintor Suzuki Shonen (1849 - 1918) També va començar a estudiar els estils de les escoles de pintura Kano i Sesshū; Suzuki estaba tant impressionat que li va donar el primer kanji del seu pseudònim "Shōnen" com a reconeixment del seu talent. Tot i això, la seva reputació es va veure afectada per les sospites que mantenia una relació amb el seu professor, que podia haver estar certa.

### Carrera artística primerenca
El 1894 Shōen es va convertir en deixeble de Kōno Bairei i més tard del seu successor Takeuchi Seihō. Va guanyar el seu primer premi local el 1898 amb una obra escollida per a l'Exposició de Vell i Nou Art (Shinko Bijutsu Tenrankai o Shinkoten) a Kioto i el seu primer premi nacional el 1900 amb un quadre presentat en una exposició patrocinada per Academia de Belles Arts del Japó (Nihon Bijutsuin) i l'Associació de Pintura del Japó (Nihon Kaiga Kyokai). Més tard es va centrar en la producció d'obres per a l'exhibició i venda a les exposicions Bunten a partir de 1907. La compra de la seva obra La bellesa de les quatres estacions per part del Duc de Connaught durant la seva visita del Japó la va convertir en una celebritat.
Shōen va beure de la seva formación artística i les seus interessos personals en les grabats en fusta i estils antics de pintura per a desenvolupar nous estils i tècniques de composició smb una amplia gama de tematiques. Temes i elements del teatre Noh apareixen smb freqüencia als seus treballs, però imatges de dones belles (bijin-ga) van començar a dominar les seves obres. Amb el temps, els seus treballs acabarien combinant els elements del Noh i les dones en una sola composició. Entre 1917 i 1922 va entrar en una depressió i es va negar a participar en cap exposició. el 1924 va tornar al món de l'art exhibint la seva obra Princesa Yohki ("楊貴妃", Yohki Hime) a la Quarta Exhibició de l'Acadèmia Imperial de Belles Arts. La pintura es troba ara al Museu d'Art de Shōhaku de Nara.

### Carrera posterior
Durant la dècada de 1930 Shōen va produir alguns treballs de grans dimensions. Aquests inclouen Primavera i estiu (1930), Jo-no-mai (1936) i Soshi-arai Komaichi (1937). Moltes d'aquestes obres, especialment Jo-no-mai, estàn considerades de les seves millors obres.
El 1941 Shōen es va convertir en la primera dona pintora en ser convidada a ser membre de l'Acadèmia Imperial d'Art. També va ser nomenada pintora de la cort a l'Agència de la Casa Imperial el 1944.
Durant la Segona Guerra Mundial va defensar el nacionalisme en peces com Tardor tardana, on presenta a una dona fent la seva part ajudant a guanyar la guerra. Tot i la seva avançada edat, fins i tot va viatjar a la zona de conflicte a la Xina convidada pel govern japonès amb propòsits de propaganda. Molts dels seus treballs d'aquesta època, com Crepúscle (1941), Dia clar (1941) i Tardor tardana (1943) representen dones treballadores ocupades en les seves tasques diaries que mostren un fort sentit de vitalitat. Com amb els seus treballs dels anys 30, Shōen mostra un enginyós domini de l'espai negatiu, amb detalls realistes, línies clares i un calmat ús del color. Segons la situació de la guerra es deteriorava, el febrer del 1945 va ser evacuada des de Kioto fins als suburbis de Nara.
El 1948 va ser la primera dona en ser guardonada amb la prestigiosa Ordre de la Cultura Japonesa. La seva pintura Jo-no-mai va ser també el primer quadre d'una dona japonesa en ser considerat com a Propietat Cultural Important per l'Agència d'Afers Culturals